# Пилея
Пилея (лат. Pilea) — род цветковых растений семейства Крапивные (Urticaceae).

## Название
Родовое латинское название Pilea происходит от лат. pileus – «войлочная шляпка», из-за чашелистика, покрывающей семянку. 

## Ботаническое описание
Травы или полукустарники, редко кустарники, не имеющие жгучих волосков, характеризуются часто сочными стеблями. Листья обычно располагаются попарно и могут быть равными или неравными, реже они располагаются одиночно; имеют черешки, а прилистники могут быть опадающими или стойкими, по 2 в каждом узле, и располагаться в пазушных положениях или редко между чешуями, обычно они бывают пленчатыми, иногда травянистыми или бумажными, а также могут быть мясистыми; листовая пластинка имеет 3 или редко перистые жилки, основание может быть симметричным или асимметричным, а край зубчатым, городчатым, зубчатым или гладким; цистолиты обычно линейные.
Соцветия могут быть одиночными или располагаться попарно, в виде клубочков, образуя обычно рыхлые, дихотомические кисти или кистевидные метелки, иногда соцветия представляют собой густые шаровидные головки с однополыми или полигамными цветками (растения могут быть однодомными или двудомными); прицветники маленькие. Мужские цветки имеют 4 или 5 долей околоцветника, которые могут быть створчатыми или черепитчатыми, а также часто рожковидными у верхушки; тычинок 4 или 5; нити загнуты в зародыше; рудиментарная завязь маленькая или незаметная. Женские цветки имеют 2-3 долей околоцветника, которые могут быть почти равными или сильно неравными, увеличивающимися в размерах при развитии плодов; в случае трехлопастных околоцветников, абаксиальная доля обычно выпуклая или лодковидная, значительно длиннее и часто с рожковидным отростком у верхушки; стаминодии супротивны членикам, чешуйчатые, обычно продолговатые, мелкие или незаметные, увеличивающиеся в размерах при развитии плодов. Завязь прямая, часто с косой вершиной; рыльце сидячее, коротко пенициллярное; семязачаток ортотропный. Семянка обычно яйцевидная, часто слегка сжатая или слабо сжатая, иногда косая, без гребешкового отростка на вершине, частично окружена стойким околоцветником. Семена почти без эндосперма; семядоли широкие.
Количество хромосом может составлять 8, 12, 13, 15 или 18.

## Распространение
Природный ареал – Новый и Старый Свет (Тропики и Субтропики, за исключением Австралии и Новой Зеландии).

## Таксономия
Pilea Lindl., первое упоминание в Coll. Bot.: t. 4 (1821).

### Синонимы
Гетеротипные (основанные на разных номенклатурных типах):
- Adicea Raf. (1824)
- Adike Raf. (1836)
- Chamaecnide Nees & Mart. ex Miq. (1853)
- Dubrueilia Gaudich. (1830)
- Haroldiella J.Florence (1997)
- Neopilea Leandri (1950)
- Sarcopilea Urb. (1912)
- Therebina Noronha (1790), nom. nud.

### Виды
По данным сайта Plants of the World Online на 2023 год, данный род включает 606 подтвержденных видов.

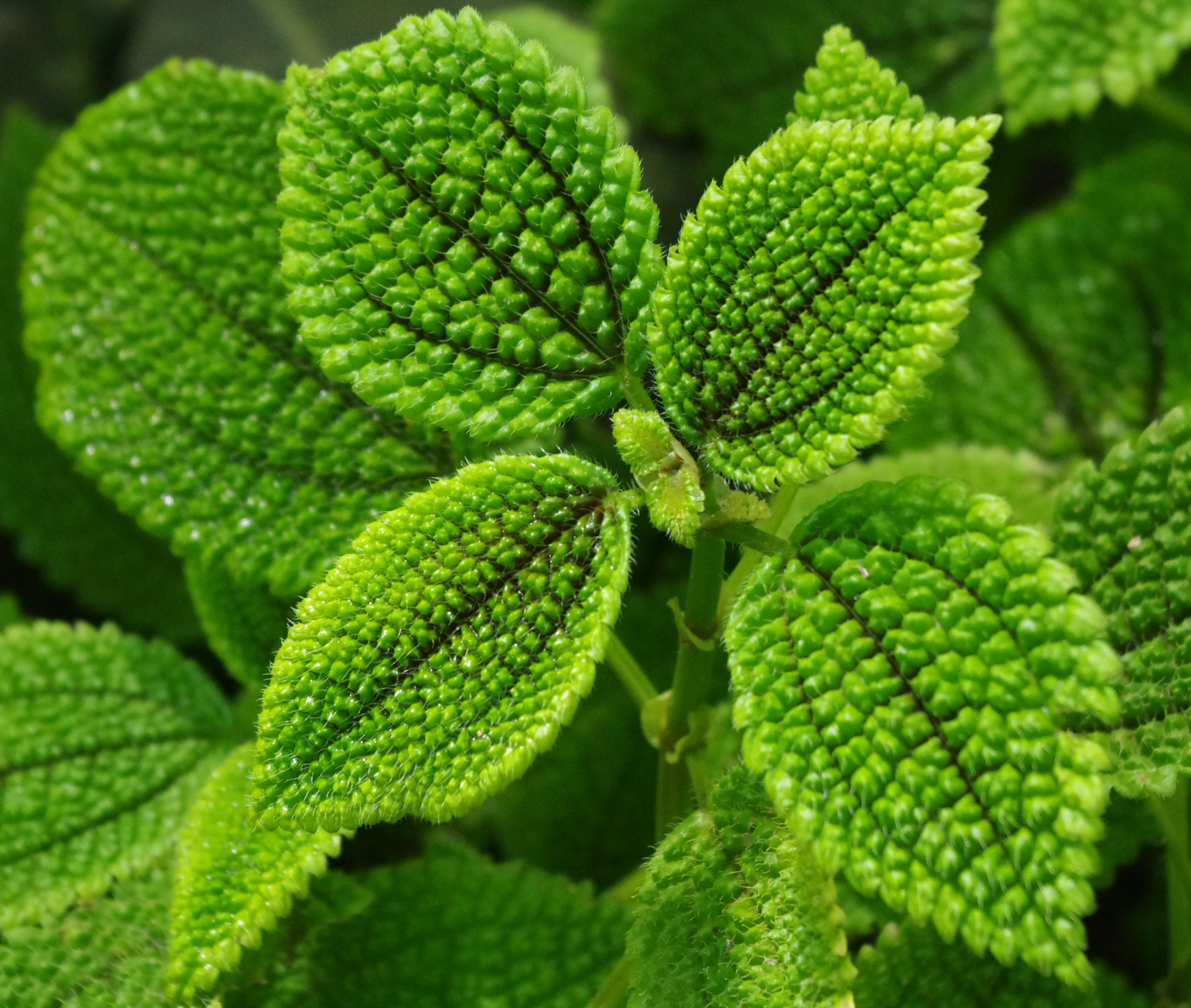
Pilea mollis
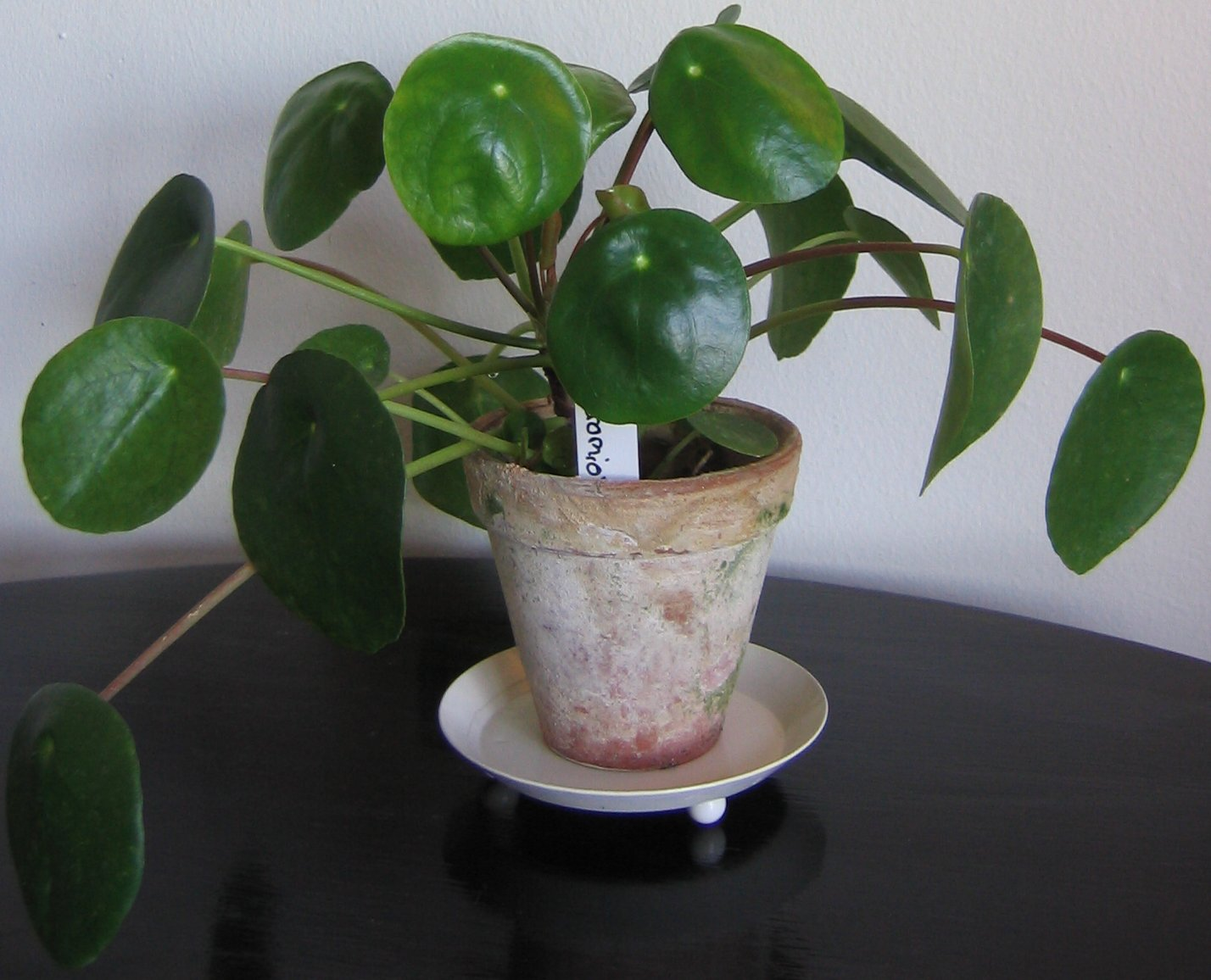
Pilea peperomioides
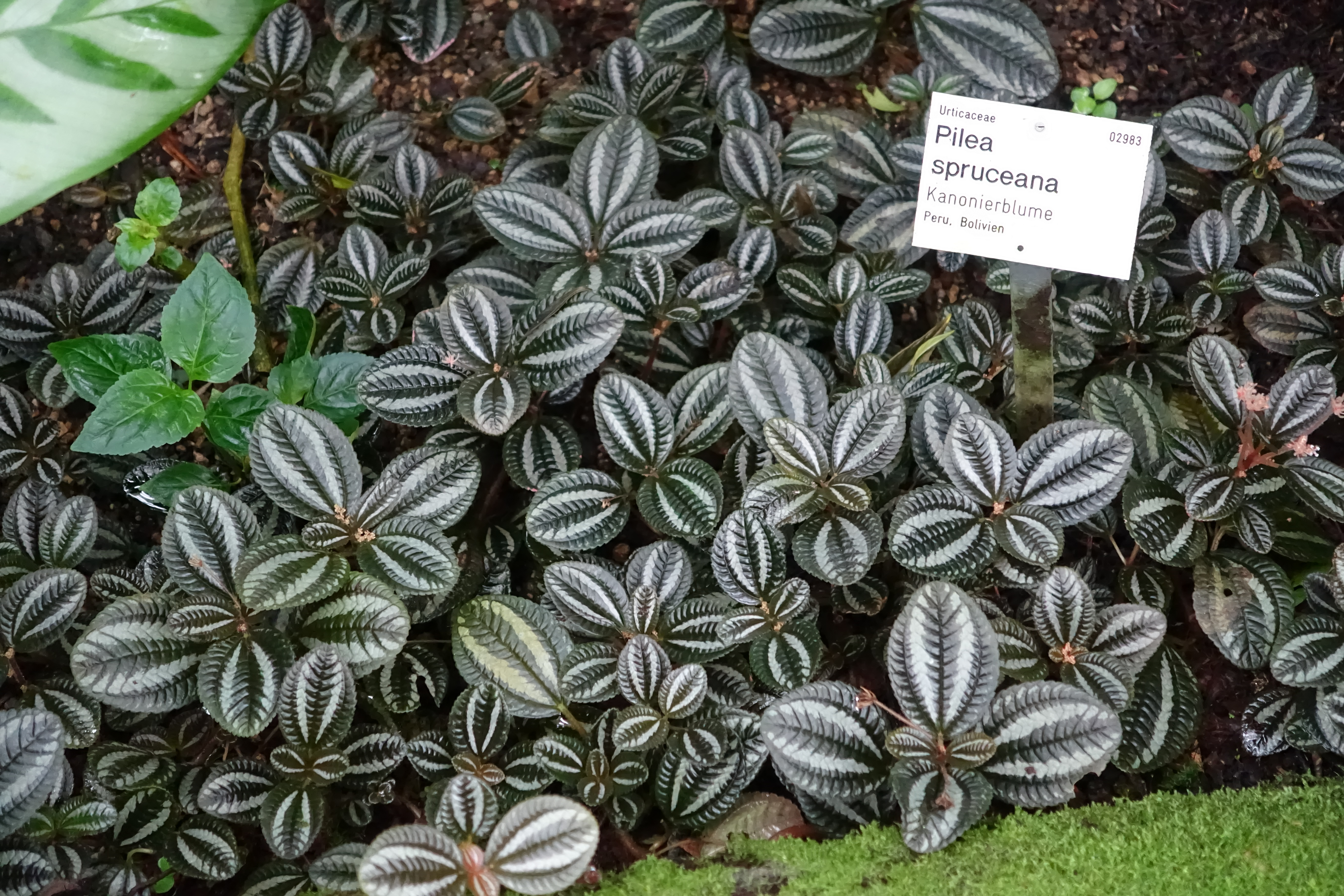
Pilea spruceana